# Bremberg (Berg)
Der Bremberg bei Winterberg im Hochsauerlandkreis in Nordrhein-Westfalen ist ein etwas mehr als 810 m ü. NHN hoher Berg des Rothaargebirges.

## Geographie

### Lage
Der Bremberg liegt innerhalb des nordöstlichen Zentrums vom Rothaargebirge im Naturpark Sauerland-Rothaargebirge. Sein Gipfel erhebt sich 2,5 km westsüdwestlich der Winterberger Innenstadt, 2 km östlich des Winterberger Stadtteils Altastenberg, 1 km westsüdwestlich des Poppenbergs (745,8 m) und 1,3 km (je Luftlinie) nordnordöstlich des Kahlen Astens (841,9 m).

### Naturräumliche Zuordnung
Der Bremberg gehört in der naturräumlichen Haupteinheitengruppe Süderbergland (Nr. 33), in der Haupteinheit Rothaargebirge (mit Hochsauerland) (333) und in der Untereinheit Winterberger Hochland (333.5) zum Naturraum Astenberg (333.54). Seine Landschaft fällt nach Nordwesten in den Naturraum Nordheller Höhen (333.57) ab und nach Nordosten in den Naturraum Harfeld (333.56).

### Rhein-Weser-Wasserscheide
Über den Bremberg verläuft die Rhein-Weser-Wasserscheide: Das Wasser der östlich vom Berg entspringenden Büre fließt durch die Namenlose und Neger in den westwärts strebenden Rhein-Nebenfluss Ruhr. Jenes der südwestlich vom Bremberg quellenden Renau mündet direkt in die Neger. Beiden entgegen fließt das Wasser der südlich vom Berg entspringenden Sonneborn durch die Nuhne, Eder und Fulda in die nordwärts verlaufende Weser.

## Schutzgebiete
Westlich des Brembergs liegt das Naturschutzgebiet Gutmecke und Renau (CDDA-Nr. 389755; 2008 ausgewiesen; 98 ha groß) mit dortigem Fauna-Flora-Habitat-Gebiet Hunau, Oberes Negertal, Renautal und Steinberg (FFH-Nr. 4716-301; 14,98 km²). Südlich befindet sich das NSG Günnighauser Mark (CDDA-Nr. 164022; 1965; 2,27 km²) mit dortigem FFH-Gebiet Schluchtwald Angstbecke und Günninghauser Mark (FFH-Nr. 4817-302; 246 ha). Im Südsüdwesten, direkt jenseits der Scharte, die zum dort liegenden Kahlen Asten überleitet, liegt das NSG Kahler Asten (Landschaftsplan Winterberg) (CDDA-Nr. 82021; 1965; 48 ha) mit dortigem FFH-Gebiet Kahler Asten (FFH-Nr. 4816-303; 53 ha). Auf dem Bremberg befinden sich Teile des Landschaftsschutzgebiets Teilgebiet der Stadt Winterberg (CDDA-Nr. 325127; 1994; 75,32 km²).

## Wintersport
Auf und am Bremberg befindet sich ein Teil des Skigebiets Skiliftkarussell Winterberg mit Loipen und einem Skilanglaufstadion, in dem oft internationale Wettbewerbe stattfinden. Besonders die Ost- und Südseite sind durch vier Skilifte mit daran angegliederten Skipisten erschlossen. Am östlichen Ausläufer des Bergs liegen eine Rodelbahn und eine kleine, heute stillgelegte Skisprungschanze.

## Verkehr und Wandern
Südlich bis südöstlich vorbei am Bremberg verläuft ein gemeinsamer Abschnitt der die Winterberger Kernstadt passierenden Bundesstraßen 236 und 480, von dem südlich des Bergs im Übergangsbereich zum Kahlen Asten die westwärts nach Altastenberg führende Landesstraße 640 abzweigt. An diesem Abzweig und auch nahe der östlich des Bergs entspringenden Büre liegen große Parkplätze, die Wanderern und unter anderem auch Besuchern des Skiliftkarussells Winterberg als Start- und Zielort in die Region dienen. Südöstlich vorbei am Bremberg führt der Rothaarsteig und südlich und westlich wird der Berg vom Europäischen Fernwanderweg E1 passiert.